# Định An (xã), Trà Cú
Định An là một xã cũ thuộc huyện Trà Cú, tỉnh Trà Vinh, Việt Nam.

## Địa lý
Xã Định An nằm ở phía tây nam huyện Trà Cú, có vị trí địa lý:
- Phía đông giáp xã Đại An
- Phía tây giáp sông Hậu
- Phía nam giáp thị trấn Định An
- Phía bắc giáp xã Hàm Tân.

Xã Định An có diện tích 15,82 km², dân số năm 2019 là 4.419 người, mật độ dân số đạt 279 người/km².

## Hành chính
Xã Định An được chia thành 5 ấp: Bến Tranh, Cá Lóc, Giồng Giữa, Giồng Lớn B, Vàm Bến Tranh.

## Lịch sử
Ngày 2 tháng 3 năm 1998, Chính phủ Việt Nam ban hành Nghị định số 13/1998/NĐ-CP về việc thành lập xã Định An trên cơ sở điều chỉnh 1.696,51 ha diện tích tự nhiên và 6.848 nhân khẩu của xã Đại An.
Ngày 1 tháng 8 năm 2008, Chính phủ Việt Nam ban hành Nghị định số 86/2008/NĐ-CP về việc thành lập thị trấn Định An trên cơ sở điều chỉnh 403,86 ha diện tích tự nhiên và 5.444 nhân khẩu của xã Định An.
Sau khi điều chỉnh địa giới hành chính, xã Định An còn lại 1.582,31 ha diện tích tự nhiên và 3.695 nhân khẩu.
Ngày 15 tháng 10 năm 2019, Hội đồng Nhân dân tỉnh Trà Vinh ban hành Nghị quyết 157/NQ-HĐND về việc sáp nhập ấp Chợ vào ấp Giồng Giữa.